# Cofradía de la Entrada de Jesús en Jerusalén (Andorra)
La Cofradía se funda en 1957 dentro de la tercera etapa dentro de la Semana Santa de Andorra (Teruel). Es la primera cofradía que utiliza el sistema de transporte sobre ruedas, que posteriormente se iría imponiendo en todos los grupos escultóricos. Tiene clara inspiración en la Cofradía del mismo nombre que desde 1938 procesiona por las calles de la ciudad de Zaragoza.

## Vestimenta
La vestimenta con la que se procesiona tiene inspiración en el traje utilizado por la Cofradía homónima de la ciudad de Zaragoza. Si bien con el paso de los años se ha incluido la capa como elemento distintivo. La túnica es blanca con dos franjas verticales de color azul. La capa es de color azul con ribetes dorados y el símbolo de la cofradía. El capirote es de color blanco con una franja triangular correspondiente a la zona del rostro en color azul.

## Imágenes
El conjunto total de imágenes son cinco, siendo la principal la de Jesucristo que aparece a lomos de una burra, motivo por el que también se conoce a esta cofradía como "La Burrica". 
Se completa con figuras con gente celebrando la llegada de Cristo, mientras que la peana ha sido reformada recientemente y tiene faldones en color blanco y azul, además del escudo de la cofradía en su frontal.

## Estandarte y otros elementos
El estandarte actual se estrena en 1992 dentro de los años donde se comienzan a usar estandartes en la Semana Santa de Andorra. En su frontal figura el anagrama de la Cofradía y en el reverso el nombre de la misma.
En la procesión de los ramos, la cofradía lleva palmas doradas en lugar de las velas que portarán en las restantes procesiones. En esta procesión es precedida por los lugareños que portan ramas de olivo bendecidas al inicio de la procesión 	

## Procesiones
- Procesión de Estandartes: Sábado de Pasión a las 18,00 horas
- Procesión de los Ramos: Domingo de Ramos a las 12,00 horas
- Vía Crucis: Domingo de Ramos a las 16,00 horas
- Procesión del Silencio: Jueves Santo a las 20,00 horas
- Procesión del Santo Entierro: Viernes Santo a las 21,00 horas